# Sevinç Dalgıç
Sevinç Dalgıç est une ancienne joueuse de volley-ball turque née le 12 janvier 1981 à Ardeşen. Elle mesure 1,70 m et jouait au poste de libero. 

## Clubs
| Club                  | De        | À         |
| --------------------- | --------- | --------- |
| Gazi Üniversitesi     | 2005-2006 | 2005-2006 |
| MKE Ankaragücü        | 2008-2009 | 2008-2009 |
| Eczacıbaşı İstanbul   | 2009-2010 | 2009-2010 |
| Dicle Üniversitesi    | 2010-2011 | 2010-2011 |
| TED Ankara Kolejliler | 2011-2011 | 2011-2011 |
| Işıkkent İzmir        | 2011-2012 | 2012-2013 |
| Karşıyaka İzmir       | 2013-2014 | jan 2015  |